# Džang Tingju
Džang Tingju (kitajsko: 張廷玉; pinjin: Zhāng Tíngyù; Wade–Giles: Chang T'ingyü je bil kitajski politik in zgodovinar v službi mandžurske dinastije Čing, * 29. oktober 1672, † 19. maj 1755.

## Življenje
Džang Tingju je bil rojen v Tongčengu v provinci Anhui. Leta 1700 je na cesarskem izpitu pridobil položaj džinšija  in bil kmalu zatem imenovan za člana Akademije Hanlin. Kasneje je dobil državno službo v dinastiji Čing in služil pod cesarji Kangšijem, Jongdžengom in Čjanlongom. Še posebej mu zaupal cesar Jongdženg, ki ga je uvrstil med najvišje člane Velikega sveta, neformalnega državnega organa, ki se je sčasoma razvil v cesarjev osebni svet. Med njegovimi kolegi so bile znane osebnosti, vključno z Macijem, ministrom za vojsko in finance in članom Velikega sveta. 
Džang je bil ugleden državni uradnik, ki so ga zelo hvalili tako zaradi poštenega značaja kot načelne drže. Imel je precejšnje literarno znanje in bil zato leta 1739 imenovan za urednika Zgodovine Minga. On ali morda Longkodo, še en zaupanja vreden državni uradnik, je bil glavni oznanjevalec oporoke cesarja Kangšija. Bil je edini visoki uradnik, ki je preživel nasledstvene bitke po Kangšijevi smrti, ker sta mu zaupala oba cesarjeva naslednika. Njegov odnos s cesarjem Čjanlongom se je v njegovih zadnjih letih zelo poslabšal. 
Leta 1749 je Džang zaprosil za upokojitev, že drugič v zadnjih dveh letih. V svojem drugem pismu je prosil cesarja Čjanlonga tudi to, naj spoštuje željo cesarja Jongdženga in dovoli postaviti njegovo ploščo v templju cesarskih prednikov. Cesar Čjanlong je z nejevoljo ugodil njegovi prošnji. Džang se cesarju ni zahvalil osebno, temveč preko svojega sina Ruočenga, in za to dobil cesarjevo javno grajo in izgubil plemiški naslov. V drugem mesecu leta 1750 je Džang zaprosil za vrnitev v svoj domači kraj. Ker je cesarjev najstarejši sin Jonghuang pravkar umrl, je bil cesar ponovno razjarjen. Džangu je poslal seznam pokojnih uradnikov, ki so imeli svoje plošče v templjih cesarskih prednikov, in mu naročil, naj razmisli, ali je vreden te časti. Džang je nato prosil cesarja, naj prekliče njegove častne naslove in ga kaznuje. Cesar se je strinjal s preklicem, Džanga pa ni kaznoval. V sedmem lunarnem mesecu istega leta je bil tast Džangovega sina Ruočenga Džu Čuan vpleten v afero, v katero se je zapletel tudi Džang Tingju. Cesar je zato za kazen preklical vse nagrade, ki so jih Džang Tingjuju podelili on sam, njegov oče in stari oče. 
Džang Tingju je umrl zaradi bolezni leta 1755 in v skladu z željami cesarjev Jongdženga in Čjanlongaprejel ploščo v cesarskem templju prednikov. Bil je edini kitajski uradnik Han, ki mu je bila med vladavino dinastije Čing podeljena taka posmrtna čast. 